# Ayman Ben Hassine
Ayman Ben Hassine (* 8. November 1980) ist ein ehemaliger tunesischer Radrennfahrer.

## Sportliche Laufbahn
Ayman Ben Hassine gewann 2004 zum ersten Mal eine Etappe bei der Ägypten-Rundfahrt. Im nächsten Jahr konnte er diesen Erfolg wiederholen. In der Saison 2006 war er auf Teilstücken der Marokko-Rundfahrt und der Tour des Aéroports erfolgreich. 2007 gewann er zum dritten Mal eine Etappe bei der Ägypten-Rundfahrt. Außerdem war er bei der Tour of Libya erfolgreich und er wurde tunesischer Meister im Straßenrennen sowie im Einzelzeitfahren. 2008 wurde er erneut tunesischer Zeitfahrmeister.
Nach 2009 fuhr Ben Hassine zunächst keine Rennen, startete aber 2014 bei den tunesischen Straßenmeisterschaften sowie 2016 bei den afrikanischen Straßenradmeisterschaften. Beim Einzelzeitfahren der kontinentalen Meisterschaften belegte er Platz sieben.

## Erfolge
2004
- eine Etappe Tour d’Egypte

2005
- eine Etappe Tour d’Egypte

2006
- eine Etappe Tour de Maroc
- eine Etappe Tour des Aéroports

2007
- eine Etappe Ägypten-Rundfahrt
- eine Etappe Tour of Libya
- Tunesischer Meister – Straßenrennen
- Tunesischer Meister – Zeitfahren

2008
- zwei Etappen Tour d’Egypte
- zwei Etappen Tour de la Pharmacie Centrale
- Tunesischer Meister – Zeitfahren
- eine Etappe Cycling Golden Jersey
- International Grand Prix Messaeed
- International Grand Prix Doha

2009
- H. H. Vice President Cup
- Emirates Cup

## Teams
- 2008 Doha Team
- 2009 Doha Team